# تپه قره گوزلو
تپه قره گؤزلو مربوط به عصر برنز - هزاره اول قبل از میلاد - قرن۸–۶ ه.ق است و در شهرستان میاندوآب، بخش مرحمت آباد، دهستان مرحمت آباد جنوبی، ۴ کیلومتری شمال روستای قره گوزلو واقع شده و این اثر در تاریخ ۷ خرداد ۱۳۸۷ با شمارهٔ ثبت ۲۲۸۸۸ به‌عنوان یکی از آثار ملی ایران به ثبت رسیده است.